# Hoher Riffler
L'Hoher Riffler (3.168 m s.l.m.) è la montagna più alta del Gruppo del Verwall nelle Alpi Retiche occidentali. Si trova nel Tirolo austriaco.

## Descrizione
La prima salita alla montagna è avvenuta nel 1864 da parte di Joseph Anton Specht e Franz Pöll. Si può salire sulla vetta partendo dal Rifugio Edmund Graf e percorrendo il versante ovest.